# Phrynarachne sinensis
Phrynarachne sinensis là một loài nhện trong họ Thomisidae.
Loài này thuộc chi Phrynarachne. Phrynarachne sinensis được miêu tả năm 2004 bởi Peng, Chang-Min Yin & Joo-Pil Kim.